# Wangan
Wangan est l'une des routes du système d'autoroute à péage Shuto dans la région du Grand Tokyo. Il s'agit d'un tronçon d'autoroute à péage de 62,1 kilomètres, qui va du quartier Kanazawa de Yokohama à l'ouest, au nord-est jusqu'à la ville d'Ichikawa dans la préfecture de Chiba à l'est. 
Cette route a été ouverte en plusieurs phases démarrant en 1976 et se terminant en 2001. Il s'agit d'une route importante qui relie les îles artificielles bordant la rive ouest de la baie de Tokyo par le biais de ponts et de tunnels sous-marins qui contournent le centre de Tokyo.

## Wangan dans la culture populaire
- Wangan Midnight (manga), est manga qui met en scène des courses de rue illégales sur cette autoroute.